# Östergötlands runinskrifter 110

Runinskrift Ög 110 är ett runstensfragment i Kärna socken och Linköpings kommun i Östergötland. 

## Fragmentet
Fragmentet, som är av grovkornig granit, har varit toppen på en runsten. Det är placerat intill ett träd på privat mark vid Lagerlunda herresäte sydväst om Malmslätt. Några tiotal meter från fragmentet står Östergötlands runinskrifter 109. Uppmålad 2001.
De bevarade runorna bildar i translittererad form och översättning följande inskrift:

## Inskriften
Translitterering av runraden:
... ...-- · iftiʀ : suni × sina · (h)... ...
Normalisering till runsvenska:
... ... æftiʀ syni sina ... ...
Översättning till nusvenska:
... efter sina söner, H...